# C'est vous qui le dites (RTBF)
Pour l’article homonyme, voir C'est vous qui le dites.

C'est vous qui le dites est à la fois une émission de radio diffusée sur VivaCité et une émission de télévision diffusée en Belgique sur La Une (RTBF), anciennement sur La Deux. Présentée anciennement chaque jour par Benjamin Maréchal, et depuis le 15 janvier 2018 par Cyril Detaeye. Elle fait le tour de 3 sujets d'actualité qui font débat, en présence de 2 journalistes invités, avec humour et piquant.  Les auditeurs sont amenés à réagir par téléphone.
L'émission est née sur la radio VivaCité.  Elle est retransmise depuis le 30 août 2009 à la télévision, sur La Deux. Le 9 mars 2015, l'émission est adaptée pour mieux correspondre à émission télévisée.  Le nouveau plateau inauguré pour l'occasion est équipé de neuf caméras, pilotées automatiquement, de quatre grands écrans et de la place pour sept intervenants, dont le présentateur.  Une place pour du public est également prévue,. Depuis le 31 août 2015, l'émission est diffusée sur La Une. 
L'émission est la plus écoutée de la station de radio.  Elle est cependant également critiquée pour le choix de sujets polémiques et pour des propos racistes, populistes ou xénophobes relayés à l'antenne.